# Ernest-Frédéric Ier de Saxe-Hildburghausen
Ernest-Frédéric Ier de Saxe-Hildburghausen, né le 21 août 1681 à Gotha, mort le 9 mars 1724 à Hildburghausen, est duc de Saxe-Hildburghausen de 1715 à 1724.

## Famille
Fils d'Ernest III de Saxe-Hildburghausen et de Sophie Henriette de Waldeck, Ernest-Frédéric Ier de Saxe-Hildburghausen épouse le 4 février 1704 Sophie-Albertine d'Erbach-Erbach (1683-1742). Dix enfants sont nés de cette union :
- Ernest de Saxe-Hildburghausen (1704-1704),
- Sophie de Saxe-Hildburghausen (1705-1708),
- Ernest de Saxe-Hildburghausen (1707-1707),
- Ernest-Frédéric II de Saxe-Hildburghausen, duc de Saxe-Hildburghausen,
- Frédéric de Saxe-Hildburghausen (1709-1710),
- Louis-Frédéric de Saxe-Hildburghausen (1710-1759), qui, en 1749, épouse Christiane de Schleswig-Holstein-Plön (morte en 1778), fille de Joachim-Frédéric de Schleswig-Holstein-Plön,
- Élisabeth-Albertine de Saxe-Hildburghausen (1713-1761), qui, en 1735, épouse Charles Ier de Mecklembourg-Strelitz (mort en 1752),
- Emmanuel de Saxe-Hildburghausen (1715-1718),
- Élisabeth de Saxe-Hildburghausen (1717-1717),
- Georges de Saxe-Hildburghaunsen (1720-1720),

## Biographie
Jeune, Ernest-Frédéric Ier de Saxe-Hilburghausen sert dans l'armée impériale ; il participe à la guerre de succession espagnole et prend part à la bataille de Hochstädt. Au décès de son père survenu en 1715, il quitte l'armée et gouverne le duché de Saxe-Hildburghausen.
Comme un grand nombre de princes allemands, Ernest-Frédéric de Saxe-Hildburghausen veut reproduire les fastes de la Cour de Louis XIV dans son château de Hildburghausen, ce qui provoque sa ruine. Perpétuellement dans une gêne financière, il vend des villes et augmente les impôts. Parmi les ventes de son domaine, le comté de Cuylenburg, dot de son épouse, est vendu une première fois en 1720 pour le remboursement des dettes émanant de la construction en son palais d'un jardin près du canal. En 1723, il vend le comté de Cuylenburg au duc de Saxe-Meiningen. Cette vente fut illégale car faite sans l'accord de Sophie von Erbach, et provoque une guerre entre les duchés de Saxe-Hildburghausen et de Saxe-Meiningen. Le comté de Cuylenberg est occupé et dévasté par les troupes des deux duchés.
En 1717, en raison de la lourdeur des impôts, les sujets du duc de Hilburghausen se révoltent.
Ernest-Frédéric Ier de Saxe-Hilburghausen appartient à la quatrième branche de la Maison de Wettin, elle-même issue de la deuxième branche. La maison ducale de Saxe-Hildburghausen appartient à la branche Ernestine fondée par Ernest de Saxe. Cette lignée des Saxe-Hilburghausen s'éteint en 1991.